# Estación de Catarroja
Catarroja es una estación ferroviaria situada en el municipio español de Catarroja en la provincia de Valencia, Comunidad Valenciana. Forma parte de las líneas C-1 y C-2 de Cercanías Valencia operadas por Renfe. Cuenta también con algunos servicios de media distancia.

## Situación ferroviaria
La estación se encuentra en el punto kilométrico 105,1 de la línea férrea de ancho ibérico que une Madrid con Valencia a 9 metros de altitud. El tramo es de via doble y está electrificado. 

## Historia
La estación fue inaugurada el 24 de octubre de 1852 con la apertura del tramo Silla-Valencia de la línea que pretendía unir Valencia con Játiva. Las obras corrieron a cargo de la Compañía del Ferrocarril de Játiva a El Grao de Valencia. Posteriormente dicha compañía pasó a llamarse primero Compañía del Ferrocarril de El Grao de Valencia a Almansa y luego Sociedad de los Ferrocarriles de Almansa a Játiva y a El Grao de Valencia hasta que, finalmente, en 1862 adoptó el que ya sería su nombre definitivo y por ende el más conocido: el de la Sociedad de los Ferrocarriles de Almansa a Valencia y Tarragona o AVT tras lograr la concesión de la línea que iba de Valencia a Tarragona. En 1941, tras la nacionalización del ferrocarril en España, la estación pasó a ser gestionada por la recién creada RENFE.
Desde el 31 de diciembre de 2004 Renfe Operadora explota la línea mientras que Adif es la titular de las instalaciones ferroviarias.

## Servicios ferroviarios

### Cercanías
Los trenes de las líneas C-1 y C-2 de Cercanías Valencia tienen parada en la estación. Lo hacen a razón de 4 a 8 trenes por hora según la franja horaria.
| procedencia/destino | < estación | Línea   | estación > | destino/procedencia             |
| ------------------- | ---------- | ------- | ---------- | ------------------------------- |
| Valencia-Norte      | Masanasa   |         | Albal      | Gandía / Playa y Grao de Gandía |
| Valencia-Norte      | Masanasa   | Mogente | Albal      |                                 |

### Media Distancia
Algunas de las relaciones que unen Valencia con Alcoy se detienen en Catarroja.
| Línea MD | Trenes   | Origen/Destino |  | Destino/Origen |
| -------- | -------- | -------------- |  | -------------- |
| 47       | Regional | Valencia       |  | Alcoy          |